# ناحیه کان بادام
ناحیهٔ کانِ بادام (به تاجیکی: Ноҳияи Конибодом) یکی از ناحیه‌های اداری ولایت سغد در تاجیکستان است و در شمال جمهوری تاجیکستان جای دارد. مرکز این ناحیه، جماعت کان بادام است.

## تقسیمات
| جماعت‌های ناحیهٔ کان بادام |       |
| جماعت                    | جمعیت |
| لاهوتی                   | ۱۵۵۳۹ |
| شریپاو                   | ۱۸۷۵۰ |
| همربایف                  | ۲۰۳۳۲ |
| ارتیکاو                  | ۱۹۱۹۸ |
| پولتن                    | ۲۶۰۳۱ |
| پتر                      | ۱۳۹۵۶ |